# Lavoisier (cràter)

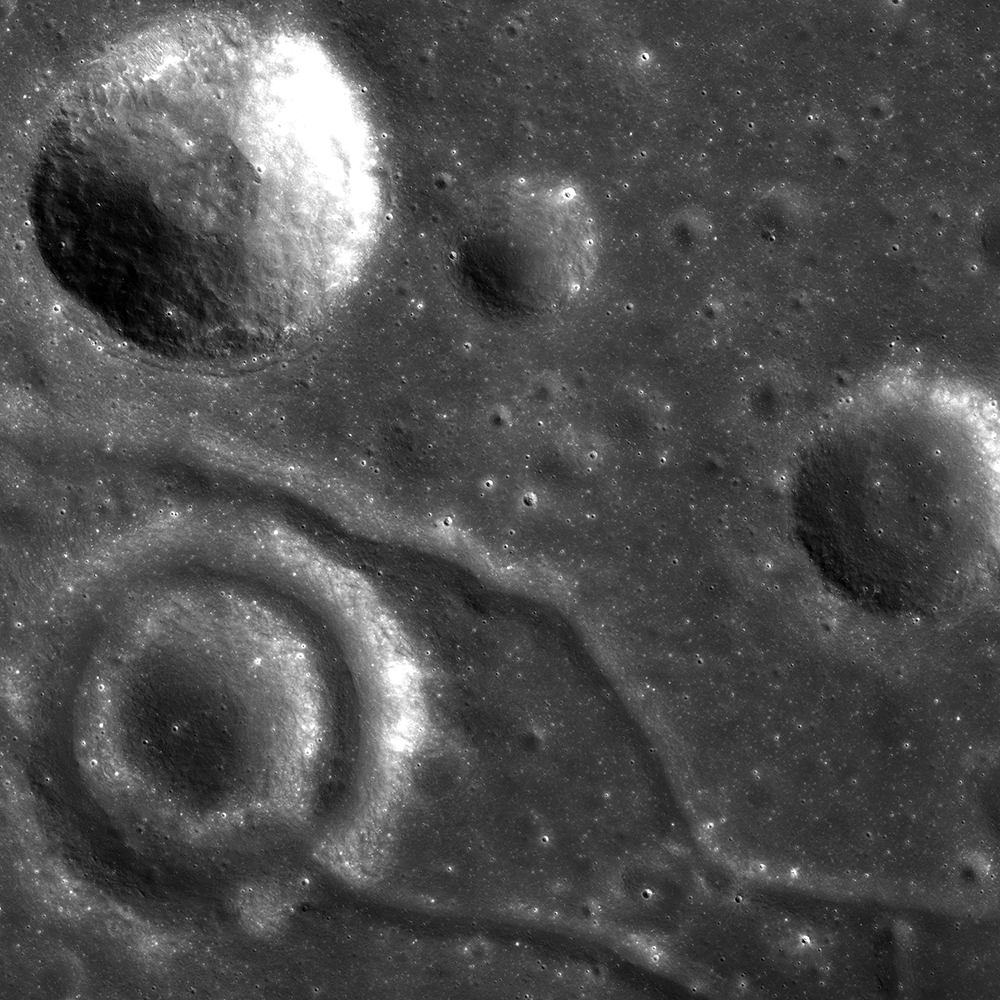
Fotografia de la missió Lunar Reconnaissance Orbiter

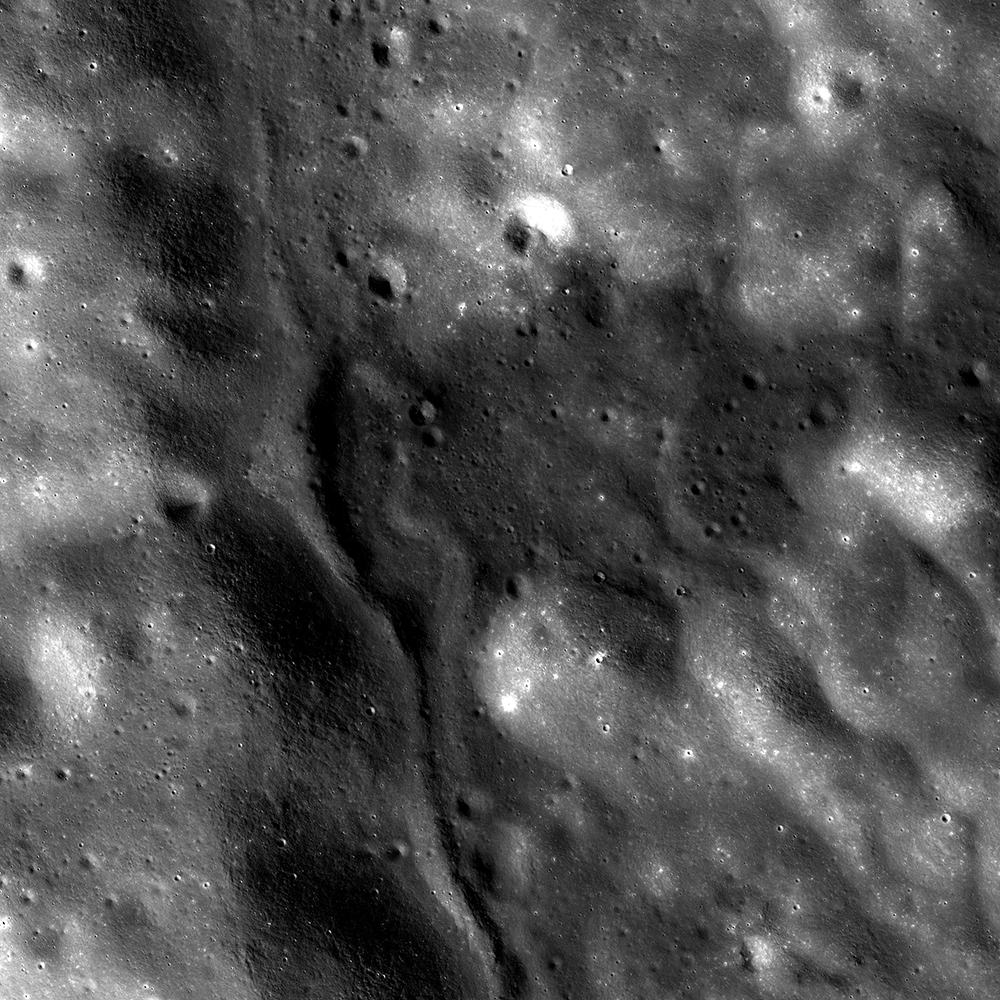
Fotografia de la missió Lunar Reconnaissance Orbiter

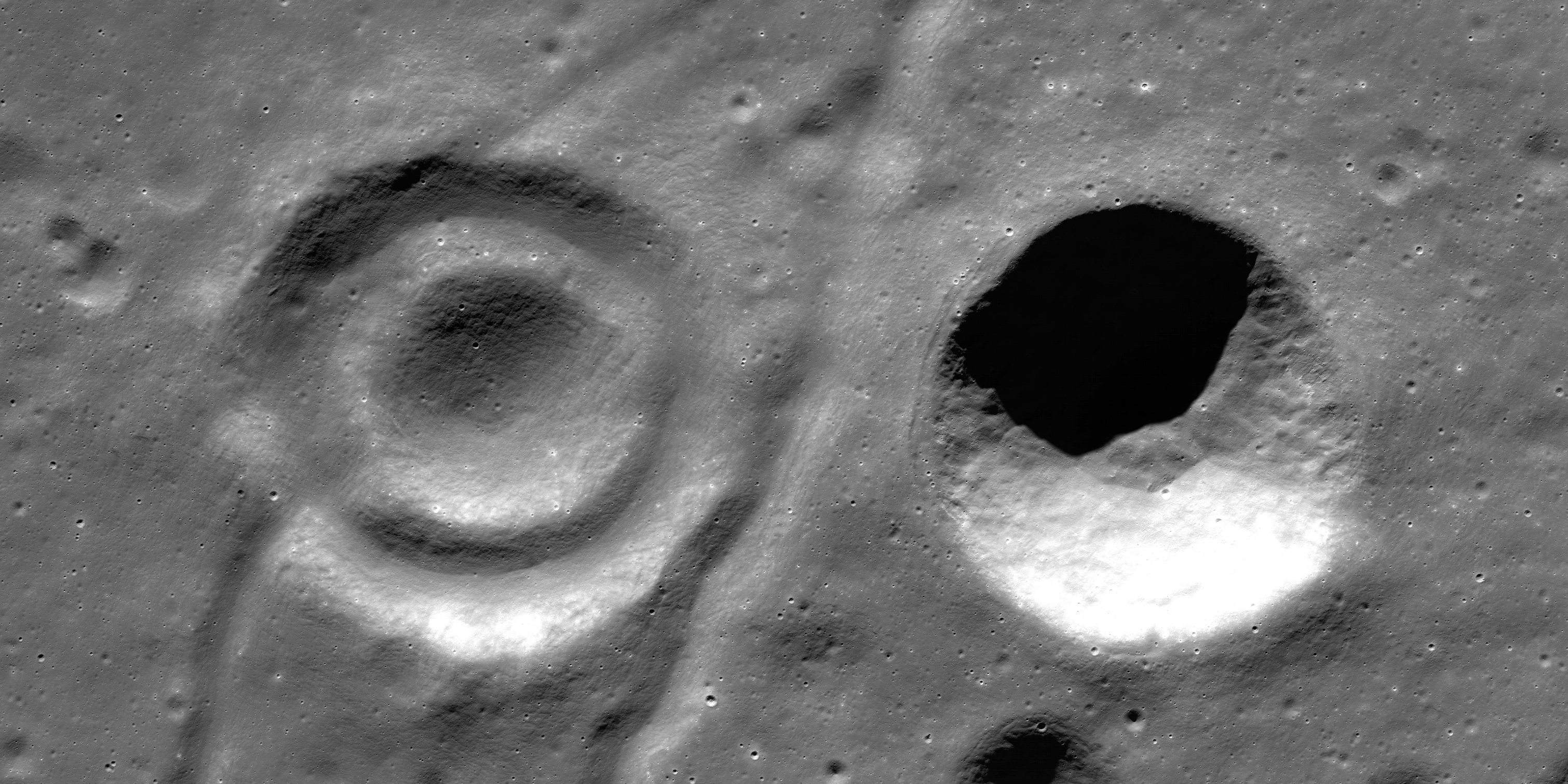
Cràter concèntric i cràter normal en Lavoisier

Lavoisier és un cràter d'impacte que es troba prop de l'extremitat nord-oest de la Lluna, en la vora occidental del Oceanus Procellarum, al sud-oest del cràter von Braun i al sud-est de Bunsen. Al sud de Lavoisier es troba el cràter desintegrat Ulugh Beg.

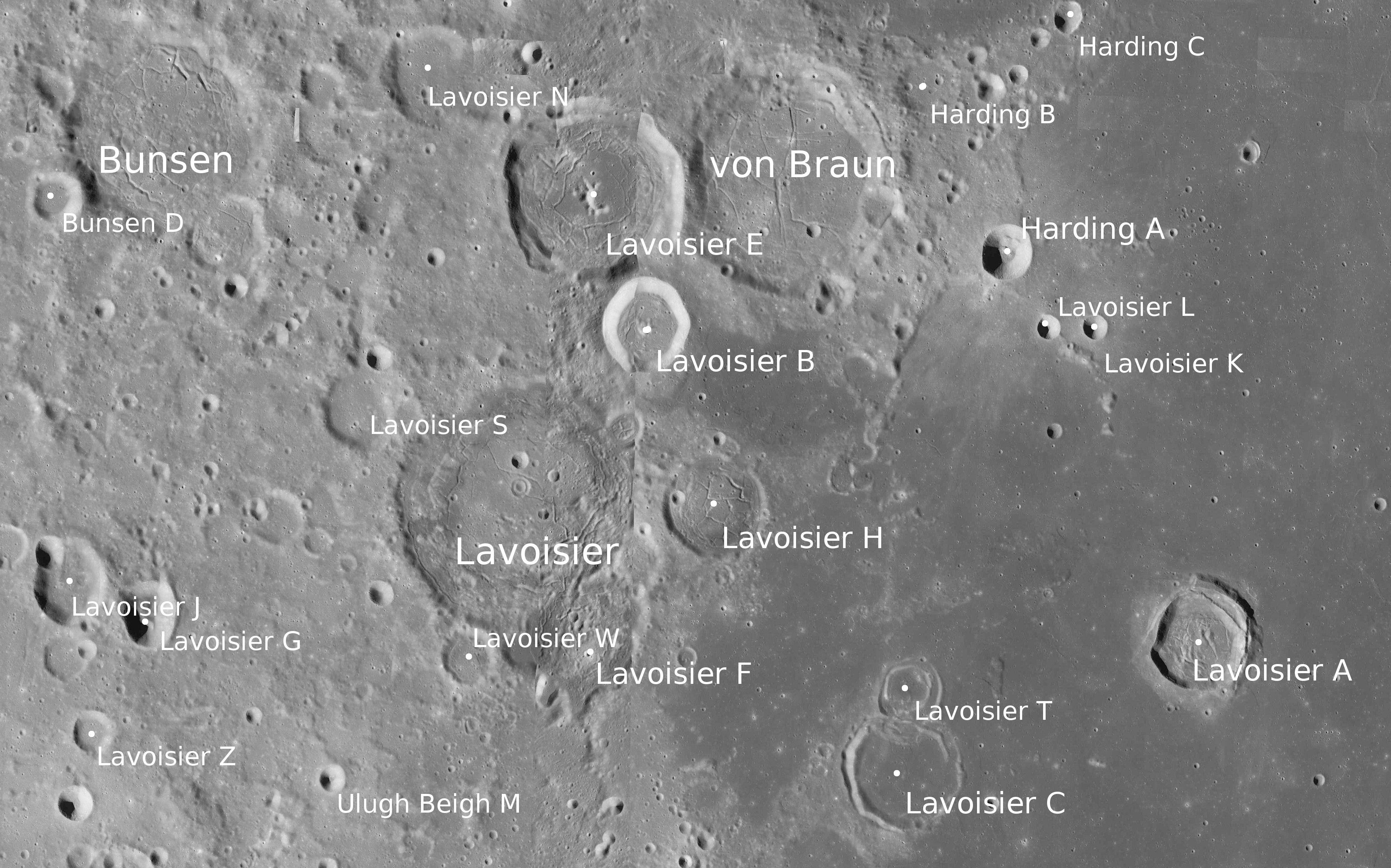
Entorn de Lavoisier. Fotografia de la missió LRO.

Es tracta d'una formació de cràters desgastats amb diversos petits impactes units a l'exterior del brocal. Lavoisier F és un cràter distorsionat que comparteix una vora comuna en el costat sud-est de Lavoisier. La vora sud s'estén cap a l'exterior, i és superposada pel petit cràter Lavoisier W. Lavoisier S és un cràter desgastat unit a la vora nord-oest del cràter principal. També apareixen un parell de petits cràters en la vora exterior oriental i un altre petit cràter que interromp el brocal en el seu costat nord.
L'interior d'aquest cràter de sòl fracturat és notable per la cresta corba paral·lela a la paret interior nord-oest. La resta d'aquesta forma circular es pot traçar a través de l'interior per un patró intermitent sobre la superfície d'albedo inferior que és concèntric amb la paret interior. També mostra diverses esquerdes que marquen la superfície interior, particularment en les vores exteriors. Al nord del centre de la plataforma es localitza un triplet de petits cràters, amb diversos altres petits cràters marcant la superfície interior.

## Cràters satèl·lit
Per convenció aquests elements són identificats en els mapes lunars posant la lletra en el costat del punt central del cràter que està més proper a Lavoisier.
|           | \| Lavoisier \| Coordenades \| Diàmetre \| \| --------- \| ------------------------------------ \| -------- \| \| A \| 36° 54′ N, 73° 12′ O / 36.9°N,73.2°O \| 28 km \| \| B \| 39° 48′ N, 79° 42′ O / 39.8°N,79.7°O \| 25 km \| \| C \| 35° 48′ N, 76° 42′ O / 35.8°N,76.7°O \| 35 km \| \| E \| 40° 54′ N, 80° 24′ O / 40.9°N,80.4°O \| 49 km \| \| F \| 37° 06′ N, 80° 30′ O / 37.1°N,80.5°O \| 33 km \| \| G \| 37° 18′ N, 85° 42′ O / 37.3°N,85.7°O \| 19 km \| \| H \| 38° 18′ N, 78° 48′ O / 38.3°N,78.8°O \| 29 km \| \| J \| 37° 30′ N, 86° 30′ O / 37.5°N,86.5°O \| 22 km \| \| K \| 39° 42′ N, 74° 24′ O / 39.7°N,74.4°O \| 7 km \| \| L \| 39° 42′ N, 75° 00′ O / 39.7°N,75.0°O \| 6 km \| \| N \| 41° 54′ N, 82° 24′ O / 41.9°N,82.4°O \| 24 km \| \| S \| 39° 06′ N, 83° 06′ O / 39.1°N,83.1°O \| 24 km \| \| T \| 36° 30′ N, 76° 36′ O / 36.5°N,76.6°O \| 19 km \| \| W \| 36° 54′ N, 81° 48′ O / 36.9°N,81.8°O \| 16 km \| \| Z \| 36° 06′ N, 86° 12′ O / 36.1°N,86.2°O \| 12 km \| |          |
| Lavoisier | Coordenades | Diàmetre |
| A         | 36° 54′ N, 73° 12′ O / 36.9°N,73.2°O | 28 km    |
| B         | 39° 48′ N, 79° 42′ O / 39.8°N,79.7°O | 25 km    |
| C         | 35° 48′ N, 76° 42′ O / 35.8°N,76.7°O | 35 km    |
| E         | 40° 54′ N, 80° 24′ O / 40.9°N,80.4°O | 49 km    |
| F         | 37° 06′ N, 80° 30′ O / 37.1°N,80.5°O | 33 km    |
| G         | 37° 18′ N, 85° 42′ O / 37.3°N,85.7°O | 19 km    |
| H         | 38° 18′ N, 78° 48′ O / 38.3°N,78.8°O | 29 km    |
| J         | 37° 30′ N, 86° 30′ O / 37.5°N,86.5°O | 22 km    |
| K         | 39° 42′ N, 74° 24′ O / 39.7°N,74.4°O | 7 km     |
| L         | 39° 42′ N, 75° 00′ O / 39.7°N,75.0°O | 6 km     |
| N         | 41° 54′ N, 82° 24′ O / 41.9°N,82.4°O | 24 km    |
| S         | 39° 06′ N, 83° 06′ O / 39.1°N,83.1°O | 24 km    |
| T         | 36° 30′ N, 76° 36′ O / 36.5°N,76.6°O | 19 km    |
| W         | 36° 54′ N, 81° 48′ O / 36.9°N,81.8°O | 16 km    |
| Z         | 36° 06′ N, 86° 12′ O / 36.1°N,86.2°O | 12 km    |

Els següents cràters han estat canviats el nom per la UAI:
- Lavoisier D — Vegeu von Braun (cràter).

| - Lavoisier A, est de Lavoisier - Lavoisier B (menut) y E (gran), nord de Lavoisier - Lavoisier C (gran) y T (menut), est de Lavoisier - Lavoisier H, est de Lavoisier |